# Tabakali
 (octobre 2013).
Tabakali est une localité du Sénégal, située à environ 30 km de Kaolack.

## Histoire
Le village a été fondé en 1957.

## Géographie
Les localités les plus proches sont Gadji, Sabar, Tiabel, Kemet, Loumbel Keli, Ourour, Fas, Govedji et Ouadene.